# Moskal (etnonim)

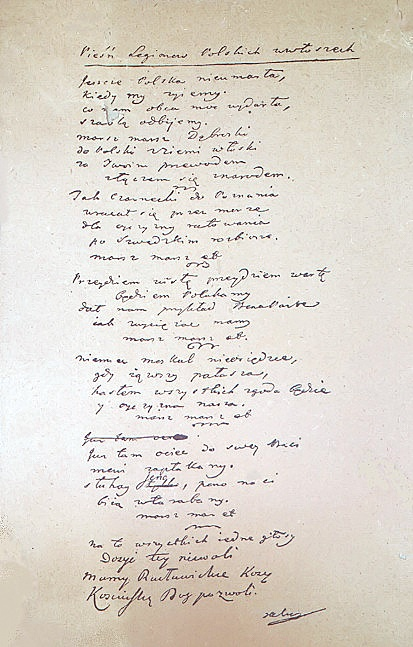
Faksymile rękopisu Mazurka Dąbrowskiego 1797. Moskal występuje w czwartej zwrotce tekstu.

Moskal (biał. маскаль, ros., ukr. москаль i he. מוסקל) – dawny, historyczny (od 2. połowy XVII wieku do II wojny światowej) etnonim Rosjanina w języku polskim. Współcześnie uznawany za archaiczny, pejoratywny, lub pogardliwy. W Rosji słowo „moskal” jest uważane za przezwisko, pogardliwe lub szowinistyczne określenie Rosjanina.

## Etymologia
Słowo pochodzenia polskiego, w językach białoruskim, rosyjskim, ukraińskim i hebrajskim (u Żydów polskich i ukraińskich) występuje jako pejoratywny polonizm i archaizm. W innych językach nazwa przywoływana sporadycznie. Aleksander Brückner wywodzi nazwę „Moskal” bezpośrednio od „Moskwy”, choć zauważa zbieżności z terminologią kulinarną. Początkowo wyłącznie polska nazwa osobowa (od 1388). W gwarze podhalańskiej oznacza „placek owsiany”, a w dawnej polszczyźnie „placuszek pieczony z zakwaszonego ciasta” skąd nazwa „Moskal” według Andrzeja Bańkowskiego może pochodzić, a podobieństwo z „Moskwą” byłoby tu przypadkowe: Ważne dla objaśnienia nazwy Moskal 'mieszkaniec Wielkiego Księstwa Moskiewskiego’, osobliwego morfologicznie (od Moskwa spodziewane Moskwin, jak Litwin od Litwa); w grę wchodzi skojarzenie notorycznego „blinojada” ze stp. nazwą blina, przypadkiem podobną do nazwy etnicznej Moskwa. Słowo być może pokrewne z „moskiewem” i „moskierzem”. Początkowo stosowana w kontekście kulinarnym jako nazwa placka (po raz pierwszy notowana w tym znaczeniu w 1534), następnie osoby dużo jedzącej („blinojada”, „żarłoka”), żołnierza moskiewskiego i mieszkańca Moskwy (przypuszczalnie od 1569), a jako określenie Rosjan pojawia się w 1661 r. i była w użyciu powszechnym do II wojny światowej.

## Historyczne użycie nazwy w języku polskim
A jeśli czasem i Moskal się zjawił,
Tyle nam tylko pamiątki zostawił,
Że był w błyszczącym i pięknym mundurze,
Bo węża tylko znaliśmy po skórze...

Słowo w języku staropolskim występuje przed 1661 pod postacią polskich nazw miejscowych i nazwisk, m.in. nazwa Moskole, notowana w 1388 (w ziemi łęczyckiej, dziś Moskule i Moskuliki), nazwisko Moskal de Strogoborzicz notowana w Małopolsce w 1389. Na początku lat 90. XX wieku w Polsce nazwisko „Moskal” nosiły 5876 osoby. 
Obecnie Moskale to nazwa osady w Polsce położonej w województwie podkarpackim, w powiecie stalowowolskim oraz osiedla i przystanku kolejowego w Nisku. Ostatnia nazwa miejscowości pochodzi od osadników, sprowadzonych tam w XVI wieku.

### XVI-XVIII wiek
Co najmniej od XVI wieku stosowana w kontekście kulinarnym jako nazwa placka (po raz pierwszy notowana w tym znaczeniu w 1534). W Słowniku polszczyzny XVI wieku „Moskal” to mieszkaniec Moskwy i żołnierz moskiewski a jako nazwa pospolita placek upieczony z mąki. Po raz pierwszy w kontekście wojsk rosyjskich wymieniona przypuszczalnie w 1569 roku Zgodnie ze Słownikiem języka polskiego XVII i XVIII wieku nazwa „Moskal” oznaczała „Rosjanina”, a najwcześniejsze poświadczone użycie tej nazwy w kontekście Rosjan pochodzi z 1661 roku Pamiętniki Jana Chryzostoma Paska są literackim dowodem na stosowanie określenia Moskal na oznaczenie Rosjanina w połowie XVII wieku (zapis z 1660).
W 1797 w Pieśni Legionów Polskich we Włoszech (Mazurek Dąbrowskiego) – współczesnym hymnie narodowym Polski – Józef Wybicki pisał:
Niemiec, Moskal nie osiędzie,
gdy jąwszy pałasza,
hasłem wszystkich zgoda będzie
i ojczyzna nasza.
Jan Kiliński w Pamiętnikach, spisanych po powrocie z niewoli rosyjskiej (1798), w całym tekście używa nazwy Moskal, Moskale.

### XIX wiek
Samuel Linde w Słowniku języka polskiego (t.2.) pisze w 1809: Moskal, Moskwicin, der Moskowiter Russe, Rossyanin(…)Narodom pod panowanie Rossyiskiem zostającymi dają ogólne nazwisko Moskalów.
Poeta powstania listopadowego Rajnold Suchodolski (poległy w powstaniu) w Polonezie Kościuszki (1831) napisał:
Kto powiedział, że Moskale
Są to bracia dla Lechitów,
Temu pierwszy w łeb wypalę
Przed kościołem Karmelitów.
Wincenty Pol w napisanych po bitwie pod Stoczkiem (14 lutego 1831) słowach Mazura Dwernickiego napisał:
Grzmią pod Stoczkiem armaty,
Błyszczą białe rabaty,
A Dwernicki na przedzie
Na Moskala sam jedzie.
„Hej, za lance, chłopacy,
Czego będziem tu stali,
Tam się biją rodacy,
A my będziem słuchali?
Chodźwa trzepać Moskala,
Bo dziś Polska powstała.
Niech nam Polski nie kala –
Hej, zabierzwa mu działa”.
Określenie „Moskal” pojawia się w popowstaniowej twórczości Adama Mickiewicza, m.in. Dziadach cz. III i Liście do przyjaciół Moskali (1832), Reducie Ordona (1832), Panu Tadeuszu (1834). W trzeciej części Dziadów Mickiewicz używa również nazwy „Moskwicini”. W 11 księdze Pana Tadeusza Mickiewicz posługuje się nazwą „Russowie”, a bohaterowie rosyjscy Pana Tadeusza sami nazywają siebie „Ruskie”. Maurycy Mochnacki w pracy Powstanie narodu polskiego w roku 1830 i 1831 (pierwodruk – Paryż 1834), stosuje konsekwentnie określenie Moskal, Moskale. Aleksander Fredro, Trzy po trzy (1844-46): Bali się Austryacy Francuzów, ale zdaje mi się, że nie tyle, ile się teraz Moskali boją.
Juliusz Słowacki w Beniowskim (1841) Pieśń IV: 
Moskal i diabeł, że się tak kłócicie
 I zostawiacie Bar Moskali pastwą;
A choć szlachetne imiona nosicie,
Jest z was ohyda boska i plugastwo.(…)
Zwłaszcza jeżeli Moskal na granicy
Nie czyha na twój sekret, o Polaku
i konsekwentnie w całej swojej twórczości
.
Zygmunt Krasiński – Psalmy przyszłości – Psalm miłości (1845)
Kto chce iskier z czarta kuźni,
By przepalić czarta moc,
Ten świat w gorszą wpycha noc,
Ten mądrości wiecznej bluźni.
Choćby nie był Moskal rodem
Ten Moskalem stał się z ducha
Ten mongolskich natchnień słucha
Moskwa-piekło mu narodem 
i konsekwentnie w całej twórczości i korespondencji prywatnej.
Cyprian Kamil Norwid (przed 1883):
Jeśli mi Polska ma być anarchiczną,
Lub socjalizmu rozwinąć pytanie,
To już ja wolę tę panslawistyczną,
Co pod Moskalem na wieki zostanie!
i również konsekwentnie w całej swojej twórczości.
W okresie przed powstaniem styczniowym określenie Moskal pojawia się w Odezwie Komitetu Centralnego Narodowego (1862), następnie w dokumentach Rządu Narodowego w czasie powstania styczniowego, dokumentach, pamiętnikach i pracach historycznych uczestników powstania, pieśniach powstańczych.
Stefan Żeromski w nieprzeznaczonych do druku, ściśle prywatnych Dziennikach z lat 1882-1891 używa słowa Moskal w znaczeniu Rosjanina w całym zapisie dziennika:
Nie będziemy u Moskali szukać odbudowania Polski [...]. Bawcie się, dzieci, marzcie  o  niedoli robotników całego świata, łączcie się z Moskalami i moskalcie się sami. Nie będziemy was ścigać nawet uśmiechem wzgardy. Jesteście – naiwni.

### XX wiek
Maria Konopnicka powszechnie stosuje określenie Moskal w „Śpiewniku historycznym” (1904).
W 1902 Jan Karłowicz, Adam Kryński i Władysław Niedźwiedzki w Słowniku języka polskiego (tom II wydany w Warszawie w 1902 pod rządami carskiej cenzury) nie uwzględnili nazwy „Moskal” jako określenia Rosjanina, podając za to wszystkie inne polskie znaczenia tej nazwy („gatunek pigułki”, „żarłok”, „placek”, „wędzona rybka”). Analogicznie w Słowniku gwar polskich Jana Karłowicza „moskal” był to ponadto „żołnierz” (służył jesce w polskich moskalach = w wojsku polskiem). Stanisław Wyspiański w dramacie Noc listopadowa (1904) i w Weselu (1901) stosuje Moskala jako jedyne określenie Rosjan.
Józef Piłsudski –  Jak stałem się socjalistą (1903) 
Wszystkie zaś marzenia moje koncentrowały się wówczas koło powstania i walki orężnej z moskalami, których z całej duszy nienawidziłem, uważając każdego z nich za łajdaka i złodzieja. To ostatnie zresztą było zupełnie usprawiedliwionym. W owym czasie Rosja wylała na Litwę szumowiny swoje, najpodlejsze elementy, jakie posiadała, a opowiadania o łajdactwach i barbarzyństwie tej hordy Murawiewa były na ustach wszystkich.
Roman Dmowski – w prywatnej korespondencji (1906): 
Doprawdy piekłem jest Królestwo. Cały ten syfilis polityczny, którym nas zarażali Moskale przez lat czterdzieści, wysypał się obecnie i nie wiadomo, kiedy się to skończy
Ignacy Daszyński – odezwa: Do robotników w Królestwie Polskim!, 22 sierpnia 1914
Obłudne, śmiech w całym cywilizowanym świecie wzbudzające odezwy uciekających komend rosyjskich pokazują tylko, że Moskale boją się siły polskiej, zechcą siłę polską uśpić i oszukać, obiecując gruszki na wierzbie tym samym Polakom, których gnębili i więzili, którym odmawiali praw ludzkich i obywatelskich, których trzymali w niewoli przez całe stulecie!…
Kadrówka – pieśń Pierwszej Kompanii Kadrowej, potem Legionów Polskich (sierpień 1914)
Raduje się serce, raduje się dusza,
Gdy pierwsza kadrowa na Moskala rusza.
Oj da, oj da dana, kompanio kochana,
Nie masz to jak pierwsza, nie!
(…)
Kiedy Moskal zdrajca drogę nam zastąpi,
To kul z manlichera nikt mu nie poskąpi.
(…)
Kiedy pobijemy po drodze Moskali
Ładne warszawianki będziem całowali
Oj da, oj da dana…
Maria Dąbrowska stosuje określenie Moskal w czterotomowej powieści Noce i dnie (1931-1934) jako jedyne określenie Rosjanina:  
Mamy dziecko oddawać w ręce Moskali? I to jeszcze dziewczynkę, która nie potrzebuje ani ulg w wojsku, ani nic
W Dziennikach pisanych w latach 1914-1965 Dąbrowska stosuje konsekwentnie określenie Moskal od roku 1914 po koniec lat 50. XX wieku:
6.VIII.1944 (…) Dobre wiadomości ze Śródmieścia. My jesteśmy na najgorszym odcinku. Wszyscy komentują łajdacką postawę Moskali – którzy umyślnie zatrzymali swoje wejście do W-wy, aby Niemcy mogli nas grzebać
czy
6.XI.1948 (…) Od Niemców groziła Polsce zagłada biologiczna, od Moskali stokroć straszniejsza – duchowa i moralna.
W okresie PRL, słowo Moskal w znaczeniu Rosjanina było eliminowane z druku przez funkcjonariuszy Głównego Urzędu Kontroli Prasy, Publikacji i Widowisk – komunistycznej cenzury.

Jan Lechoń użył etnonimu Moskal między innymi w wierszu Rejtan (tom Aria z kurantem, Nowy Jork 1945):
Kiedy wszystko struchlało z obawy Moskali,
On na progu się sali jako kłoda wali
Z tą jedną myślą w głowie: "Ja wszystko ocalam",
Rozdziera swoje szaty, krzycząc "Nie pozwalam!".
Sto ramion niezlękłego uchwyciło męża,
I oszalał i umarł. Lecz to on zwycięża.
Wiersz był zakazany przez cenzurę PRL do 1989.
Słownik języka polskiego (10 tomów, 1958–1969) pod redakcją Witolda Doroszewskiego stwierdza, że „Moskal” to określenie „z odcieniem niechęci o Rosjaninie” oraz w gwarze podhalańskiej nazwa placka owsianego.

Podczas Poznańskiego Czerwca 28-30 czerwca 1956 hasło Precz z Moskalami było jednym ze wznoszonych przez demonstrantów.

Po upadku PRL, Wiktor Woroszylski nadał antologii swych przekładów z poezji rosyjskiej, tworzonej do ostatnich dni życia (1996), tytuł – Moi Moskale. Antologia została wydana w roku 2006.

### XXI wiek
Według Przemysława Wiatrowskiego „Moskal” to struktura językowa wynikająca z „emocjonalizmu uzewnętrzniającego negatywny stosunek nadawców do Rosjan”. Według Michała Friedricha współcześnie kojarzony bywa z tzw. rusofobią. Zgodnie ze współczesnym Słownikiem PWN „Moskal” to określenie „pogardliwe”, w dalszej kolejności „dawne” Rosjanina.

## Moskalw języku rosyjskim, ukraińskim i białoruskim
Nazwa współcześnie bywa przywoływana w języku rosyjskim, ukraińskim i białoruskim jako umotywowany politycznie pejoratywny archaizm i polonizm, obraźliwe określenie Rosjan. Przykładem XIX-wiecznego stosowania przez Ukraińców określenia „moskal” na przemian z „kacapem” w stosunku do Rosjan jest Geografia ogólna i statystyka ziem dawnej Polski (1864) Lucjana Tatomira.